# Angelia
Angelia o Angelía (en griego Ἀγγελία, Angelía) es, en la mitología griega, la personificación del «Mensaje». El sustantivo ἀγγελία significa «mensaje, noticia, misión, embajada, pregón o proclama». Se la asociaba de manera natural como hija de Hermes, el mensajero de los dioses. Sólo es mencionada en una fuente:
«De la hija de Hermes, Angelía, oyéndolo Ifión, anunciará a Calímaco el refulgente honor logrado en Olimpia, que Zeus otorgó a su estirpe».